# 類單眼相機

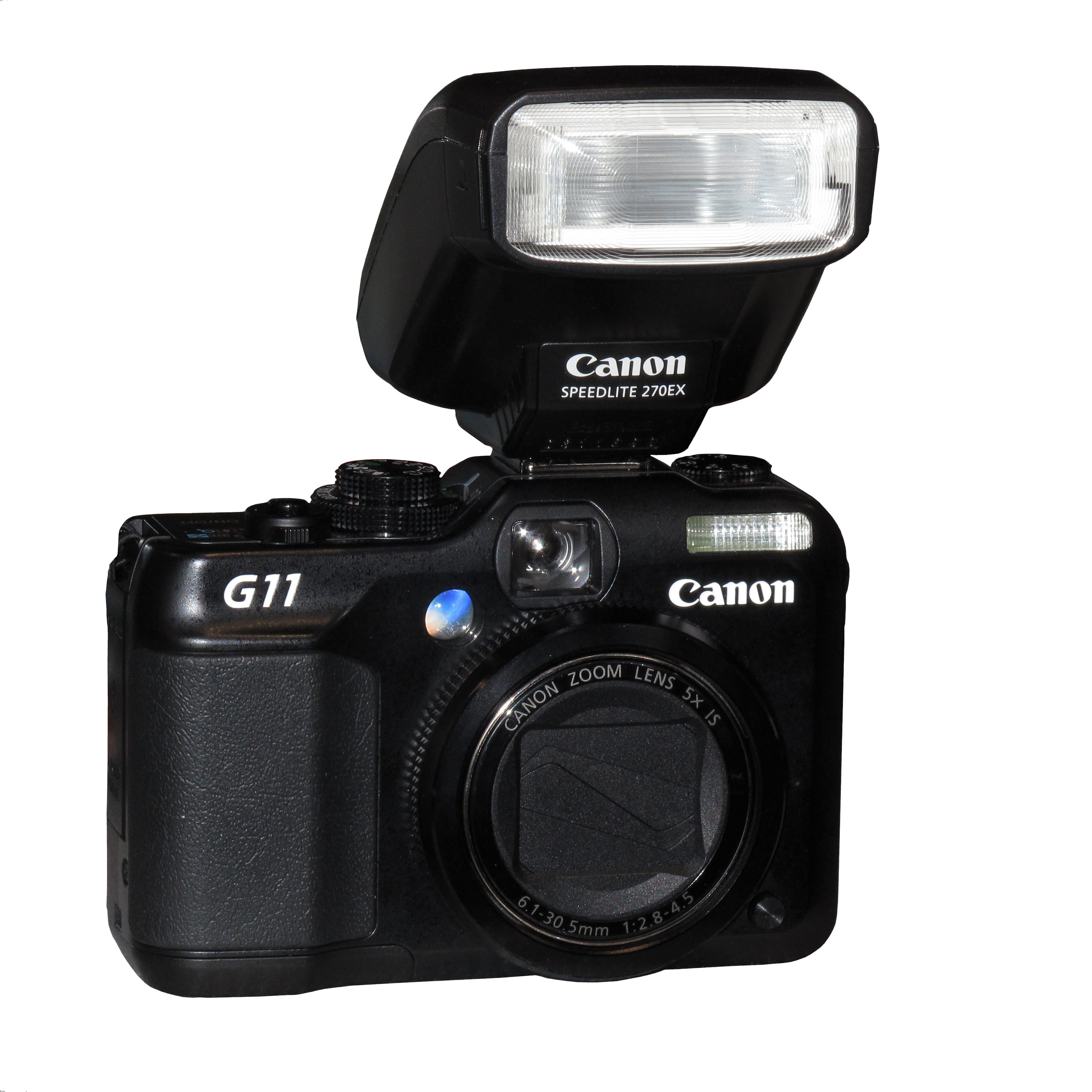
佳能PowerShot G11是一款採用了可完全收折伸縮鏡頭的類單眼相機，並可利用標準規格的熱靴加裝原是為單眼相機設計的外接式閃光燈。

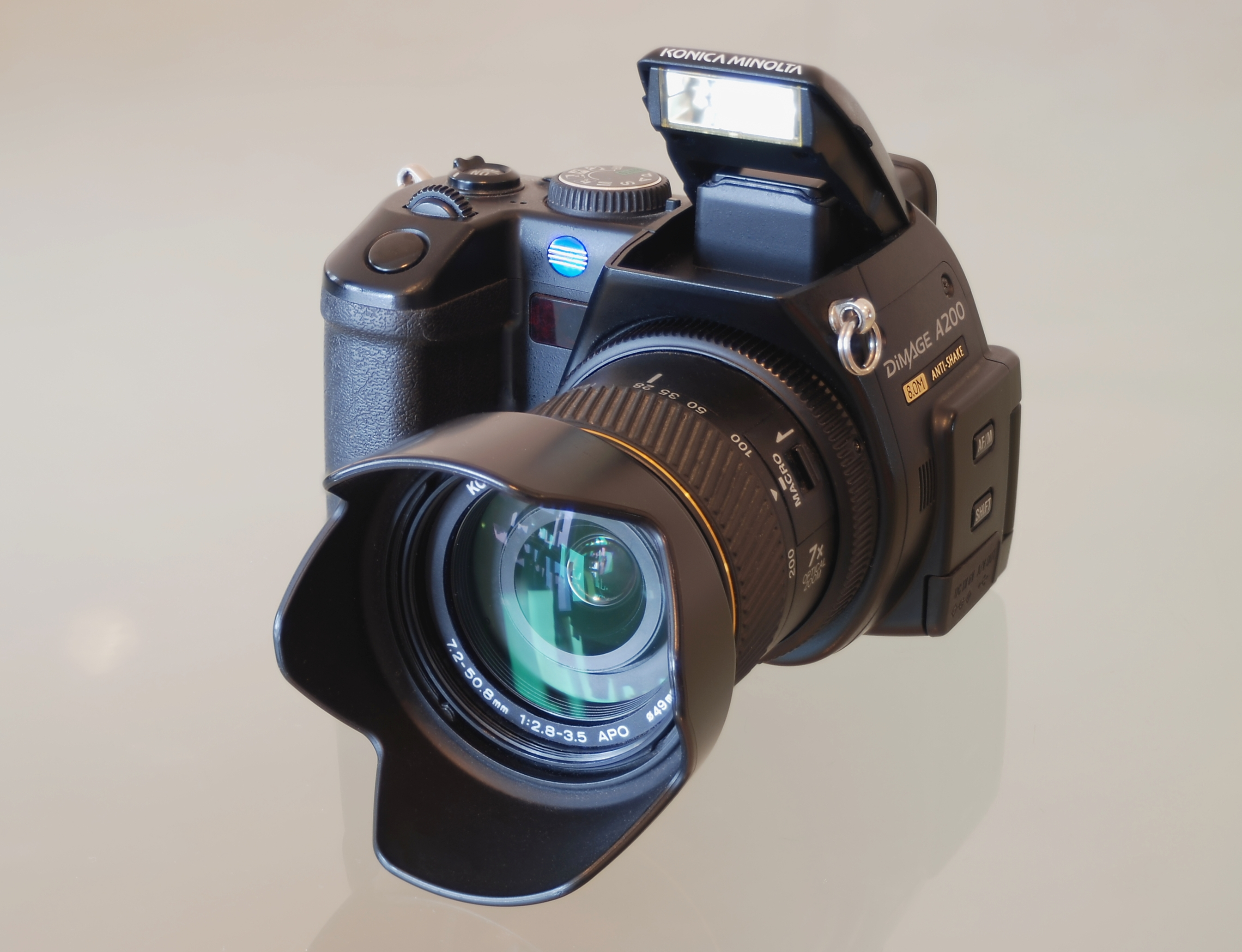
柯尼卡美能達（Konica Minolta）DIMAGE A200是一款2005年時上市的類單眼相機，也是該公司的照相機部門被索尼合併前最後一款類單眼產品。

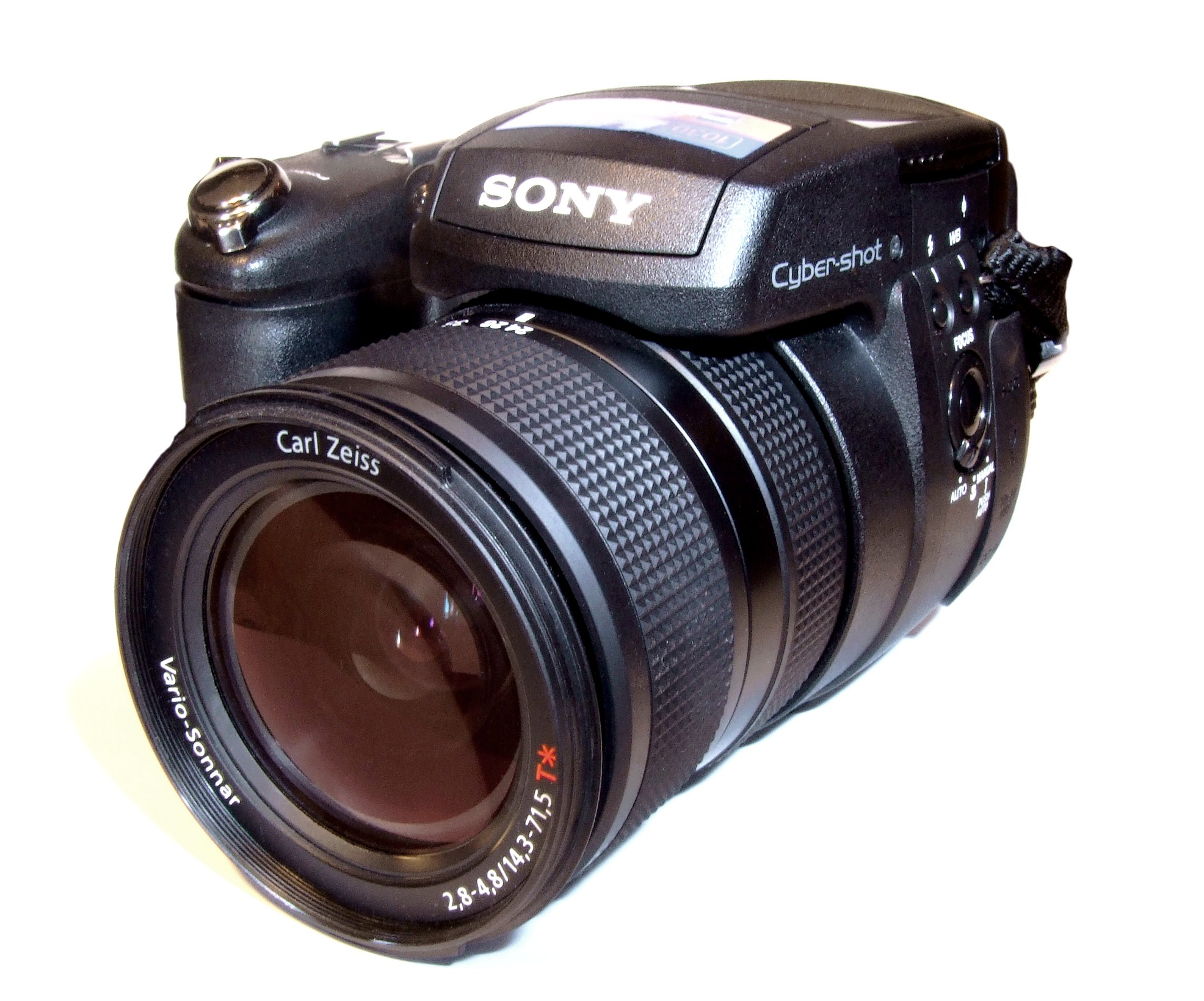
2005年上市的索尼Cyber-Shot DSC-R1，是一款使用了APS-C片幅感光元件的高價類單眼相機，也是當時索尼消費型相機系列「Cyber-shot」的旗艦機種。

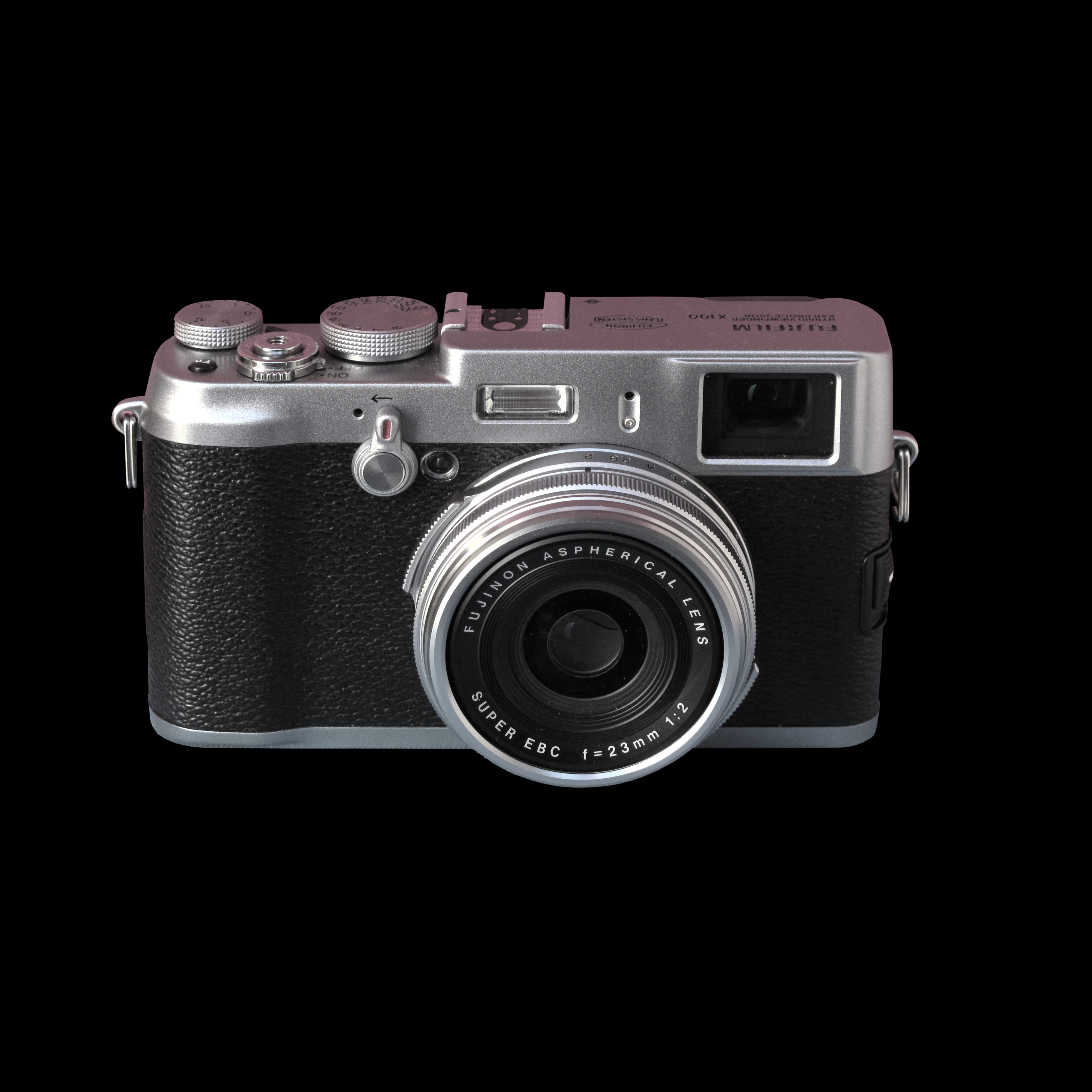
富士富士胶片 FinePix X100是一款2011年時上市的類單眼相機，配備了最大光圈可達f/2的23mm定焦鏡。

類單眼相機，又稱為橋式相機（Bridge cameras）或高階消費型相機（Prosumer cameras），是一種固定鏡頭相機，定位介於單眼相機與傻瓜相機（又稱為「隨拍相機」Point-and-shoot cameras）之間，主要鎖定特定利基市場消費客層的相機產品類別。

## 簡介
類單眼相機在過去底片相機的時代就已存在，但在數位相機出現之後，類單眼相機的級距已幾乎被數位相機佔領。由於是一個因應消費市場定位而生的產品分類習慣，並沒有任何技術規則可以明確定義類單眼相機的分類方式，但一般來說被歸類為類單眼相機的產品，大都具有以下兩種主要特性：其一是類單眼相機大都無法拆卸交換相機鏡頭；另一點則是此類相機通常都擁有被俗稱為「PASM模式」的半手動或全手動機身參數調控模式。

## 數位類單眼相機
數位類單眼相機的特性，與數位單眼相機及數位傻瓜相機之間的差異，可從下列事項分析：

### 鏡頭
類單眼相機通常配備有一個無法拆裝的固定鏡頭，為了要能夠同時兼顧各種不同的攝影場景，此類相機配置的鏡頭較常採變焦設計。由於類單眼相機一般配置的感光元件比單眼相機和EVIL相機的片幅小，因此能有效縮減鏡頭的口徑需要，或以相同的口徑做出較長焦距的鏡頭設計。基於這特性，早期的類單眼相機通常強調其望遠或超望遠（Super-Zoom）的能力，並逐漸發展出能兼顧超廣角與超望遠攝影的超高倍率變焦鏡頭設計，此種機型也因其特性而被稱為長焦砲筒類單眼。但是，也有另一類型的設計反其道而行，利用感光元件片幅小不需要太大的鏡頭口徑，就能達到較大光圈的特性，而開發出主打大光圈規格的類單眼相機。此類類單眼相機通常變焦倍率較小，或甚至有定焦鏡設計的機種存在。
由於類單眼相機非拆裝的鏡頭設計，故相較於單眼相機而言，具有可避免落塵或濕氣進入的優點，操作、維護成本較低。某些類單眼相機的鏡頭前端設計有與單眼相機鏡頭相通的轉接環螺紋，可再加裝廣角鏡、增距倍鏡或偏光鏡之類的外掛濾鏡。
與傻瓜相機的設計類似，採用非拆裝鏡頭設計的類單眼相機，其鏡頭部位通常可在電源關閉不使用時收折縮入機身內部，以減少收納時的機身體積。然而，部分較早期、具有長焦距望遠能力的類單眼相機，因為產品定位與技術限制之故，其鏡筒是採非伸縮的固定長度設計，例如佳能PowerShot Pro90 IS、索尼Cyber-Shot DSC-R1等機種；而一些較晚期開發具有高變焦倍率、超望遠能力的類單眼相機，則採取鏡筒部分可收折、部分固定的折衷設計，如尼康COOLPIX P520、奧林巴斯STYLUS SP-820UZ、索尼HX200V等機種。此類的機種通常擁有較大的機身，尺寸甚至接近一些入門型的單眼相機。另外，由於在長焦距狀態之下拍攝時較容易受到震動的影響，此類擁有望遠鏡頭設計的類單眼相機，也是除了單眼相機鏡頭外最早引入光學式防手震設計的機種，或普遍擁有性能較傻瓜相機更佳的防手震機制。
長焦類單眼相機一台就能涵蓋廣角到超望遠的焦段，且具備PASM手動功能與其它更周全的拍照功能，目前也具有更智慧的傻瓜模式。且因現代技術進步，長焦類單亦加入了為數不少的非球面低色散鏡片，加上具備較大口徑與較佳作工的鏡頭。故畫質亦勝過消費型傻瓜相機。目前的類單眼相機常以便宜近人的價格與方便操作的多功能為訴求，適合大眾旅遊與日常生活的攝影之需，故一直頗受歡迎。
類單眼相機除了砲筒鏡頭外，再加上完整的功能與強勁的性能，十分有利於錄影。加上又兼顧了便利性，所以近年來已有一些類單眼相機以取代家用等級DV為訴求，JVC公司所推出的GC-PX10便是一台針對錄影需求所設計的類單眼。

大光圈類單眼的特色則是主打夜拍成功率，現今亦有不少廠商推出方便攜帶的大光圈類單眼（甚至體積只比消費型傻瓜相機大一些而已）。
部分推出此類相機的大廠亦常以加入自家的最新科技來作為宣傳號召，諸如新式防手震或非球面奈米塗層的高階光學鏡片等，以求在畫質、價位與簡單易用這三者間獲取一個利基市場的平衡點。